# Fűz-légycincér
A fűz-légycincér (Molorchus schmidti) a cincérfélék családjába tartozó, Közép- és Kelet-Európában, valamint Közép-Ázsiában honos, lombos fákon, cserjéken élő bogárfaj. 

## Megjelenése
A fűz-légycincér testhossza 6-8 mm. Testalkata karcsú, megnyúlt. Az előtor oldalai ívesek, a szárnyfedők csökevényesek, kb. a kétötödéig fedik a potrohot; alóluk kilátszanak a hártyás repülőszárnyak. Alapszíne fekete, szárnyfedői barnássárgák, a végük sötétebb barna folttal; csápjai barnásvörösek; lábai egyszínű sötétbarnák, a combok töve sem világosabb. Az előtor durván és nagyon sűrűn pontozott, dudorai kicsik, középső dudora gyengén, oldalsó dudorai alig emelkednek ki, a töve előtt a harántbenyomat gyengébb. Csápja rövidebb, hátrahajlítva a hatodik íz vége nem éri el a szárnyfedők csúcsát, az ötödik íz legfeljebb csak egyharmaddal hosszabb, mint a negyedik; a harmadik csápíze majdnem olyan hosszú, mint az első.

## Elterjedése és életmódja
Közép- és Kelet-Európában, valamint Közép-Ázsiában honos, Magyarországtól és Lengyelországtól Észak-Ukrajnán és a Krímen át Kirgizisztánig. Magyarországon igen ritka, pl. a Szegednél a Tisza-parti füzesekben találták meg. 
Lárvája különféle lombos fák és bokrok (fűz, vadrózsa, alma, ezüstfa, nyár, cseresznye) vékony ágaiban él. Fejlődése egy évig tart. Az imágó áprilistól júniusig rajzik. 
Magyarországon nem védett.

## Taxonómia
A fajt először Ludwig Ganglbauer írta le 1883-ban, Lvivben Molorchus minimus var. schmidti néven. Ritkasága miatt azonban kikerült a köztudatból és 1935-ben Stiller Viktor Magyarországon ismét leírta és a Caenoptera salicicola nevet adta neki. Öt évvel később tőle függetlenül Nyikolaj Plavilscsikov Közép-Ázsiában ismét "felfedezte" és Molorchus semenovi néven tette közzé. Csak 1995-ben jött rá a Gianfranco Sama, hogy a három taxon valójában egy fajt takar. 